# Соломон (караїм)
Соломон бен Давид (івр. שלמה בן דוד) - караїмський лідер кінця Х - початку ХІ століть н. е. Він був сином Давида бен Боаза. Як прямий нащадок Анана бен Давида, він розглядався як насі і реш-галута караїмської громади. Його наступником став його син Єзекія бен Соломон.